# Unité urbaine de Pointe-à-Pitre-Les Abymes
L'unité urbaine de Pointe-à-Pitre-Les Abymes est une unité urbaine française (agglomération) centrée sur les communes des Abymes, la plus peuplée, de Baie-Mahault et du Gosier, quoique le centre administratif et commercial soit Pointe-à-Pitre, sous-préfecture du département de Guadeloupe.

## Données générales
Dans le zonage réalisé par l'Insee en 1999, l'unité urbaine était composée de sept communes.
Dans celui réalisé en 2010, elle était composée de onze communes, les communes de Morne-à-l'Eau, Le Moule, Saint-François et Sainte-Anne ayant été ajoutées au périmètre.
Dans le nouveau zonage réalisé en 2020, elle est composée des onze mêmes communes.
En 2022, avec 252 132 habitants, elle représente la 1re unité urbaine de la Guadeloupe. Au niveau national, elle occupe le 26e rang.
En 2022, sa densité de population s'élève à 346 hab/km2. Par sa superficie, elle représente 44,8 % du territoire départemental et, par sa population, elle regroupe 65,73 % de la population de la Guadeloupe, soit environ les 2/3.

Agglomérations de plus de 100000 habitants en France en 2022.

## Composition 2020 de l'unité urbaine
Elle est composée des onze communes suivantes :
| Nom            | Code Insee | Département | Statut       | Superficie (km2) | Population (dernière pop. légale) | Densité (hab./km2) | Modifier                                    |
| -------------- | ---------- | ----------- | ------------ | ---------------- | --------------------------------- | ------------------ | ------------------------------------------- |
| Les Abymes     | 97101      | Guadeloupe  | ville-centre | 81,25            | 51 760 (2022)                     | 637                | modifier les données · modifier les données |
| Baie-Mahault   | 97103      | Guadeloupe  | ville-centre | 46,00            | 30 943 (2022)                     | 673                | modifier les données · modifier les données |
| Le Gosier      | 97113      | Guadeloupe  | ville-centre | 45,20            | 27 205 (2022)                     | 602                | modifier les données · modifier les données |
| Lamentin       | 97115      | Guadeloupe  | banlieue     | 65,60            | 18 437 (2022)                     | 281                | modifier les données · modifier les données |
| Morne-à-l'Eau  | 97116      | Guadeloupe  | banlieue     | 64,50            | 15 839 (2022)                     | 246                | modifier les données · modifier les données |
| Le Moule       | 97117      | Guadeloupe  | banlieue     | 82,84            | 22 924 (2022)                     | 277                | modifier les données · modifier les données |
| Petit-Bourg    | 97118      | Guadeloupe  | banlieue     | 129,88           | 24 299 (2022)                     | 187                | modifier les données · modifier les données |
| Petit-Canal    | 97119      | Guadeloupe  | banlieue     | 70,50            | 8 206 (2022)                      | 116                | modifier les données · modifier les données |
| Pointe-à-Pitre | 97120      | Guadeloupe  | banlieue     | 2,66             | 14 855 (2022)                     | 5 585              | modifier les données · modifier les données |
| Sainte-Anne    | 97128      | Guadeloupe  | banlieue     | 80,29            | 24 415 (2022)                     | 304                | modifier les données · modifier les données |
| Saint-François | 97125      | Guadeloupe  | banlieue     | 61,00            | 13 249 (2022)                     | 217                | modifier les données · modifier les données |

## Évolution démographique
| 1967    | 1974    | 1982    | 1990    | 1999    | 2006    | 2011    | 2016    | 2022    |
| ------- | ------- | ------- | ------- | ------- | ------- | ------- | ------- | ------- |
| 165 264 | 178 282 | 185 883 | 216 166 | 243 515 | 252 168 | 258 150 | 253 984 | 252 132 |

#### Données générales
- Unité urbaine en France
- Aire d'attraction d'une ville
- Liste des unités urbaines de France

#### Données démographiques en rapport avec l'unité urbaine de Pointe-à-Pitre-Les Abymes
- Aire d'attraction des Abymes
- Arrondissement de Basse-Terre
- Arrondissement de Pointe-à-Pitre

#### Données démographiques en rapport avec la Guadeloupe
- Démographie de la Guadeloupe